# Miyoko Asahina
Miyoko Asahina (Japans: 朝比奈三代子, Asahina Miyoko; werkelijke naam 高橋 三代子, Takahashi Miyoko) (24 september 1969) is een voormalige Japanse langeafstandsloopster, die gespecialiseerd was in de marathon.

## Loopbaan
In 1987 werd Asahina Japans kampioene op de 1500 m en twee jaar later Japans kampioene op de 10.000 m. In 1992 nam ze deel aan het wereldkampioenschap halve marathon in South Shields. Ze werd hierbij individueel vijfde en samen met haar landgenotes Megumi Fujiwara en Eriko Asai eerste in het landenklassement. Een jaar later in Brussel eindigde ze op het WK halve marathon individueel als vierde en moest ze genoegen nemen met een tweede plaats in het landenklassement.
In 1992 maakte Miyoko Asahina haar marathondebuut en eindigde bij de marathon van Osaka op een negende plaats. Haar grootste overwinning boekte ze in 1994 met het winnen van de marathon van Rotterdam. Met een tijd van 2:25.52 verbeterde ze niet alleen haar persoonlijk record, maar ook het Japanse record op de marathon. Ritva Lemettinen uit Finland kwam in 2:29.16 over de streep en de Nederlandse Carla Beurskens werd derde in 2:29.43.

## Titels
- Japans kampioene 1500 m - 1987
- Japans kampioene 10.000 m - 1989

## Persoonlijke records
Baan
| Afstand  | Prestatie | Datum        | Plaats  |
| -------- | --------- | ------------ | ------- |
| 5000 m   | 15.36,3   | 27 mei 1995  | Nobeoka |
| 10.000 m | 32.14,65  | 17 juni 1989 | Tokio   |

Weg
| Afstand        | Prestatie       | Datum            | Plaats    |
| -------------- | --------------- | ---------------- | --------- |
| 10 km          | 32.16           | 12 februari 1989 | Karatsu   |
| halve marathon | 1:10.15         | 3 oktober 1993   | Brussel   |
| marathon       | 2:25.52 (ex-NR) | 17 april 1994    | Rotterdam |

## Palmares

### halve marathon
- 1992: 5e WK in South Shields - 1:10.27 ( in landenklassement)
- 1993: 4e WK in Brussel - 1:10.15 ( in landenklassement)

### marathon
- 1992: 9e marathon van Osaka - 2:30.48
- 1993: 6e marathon van Osaka - 2:30.58
- 1994: 5e marathon van Osaka - 2:27.51
- 1994:  marathon van Rotterdam - 2:25.52 (nat. rec.)
- 1995: 24e marathon van Nagoya - 2:39.58